# Streichpsalter

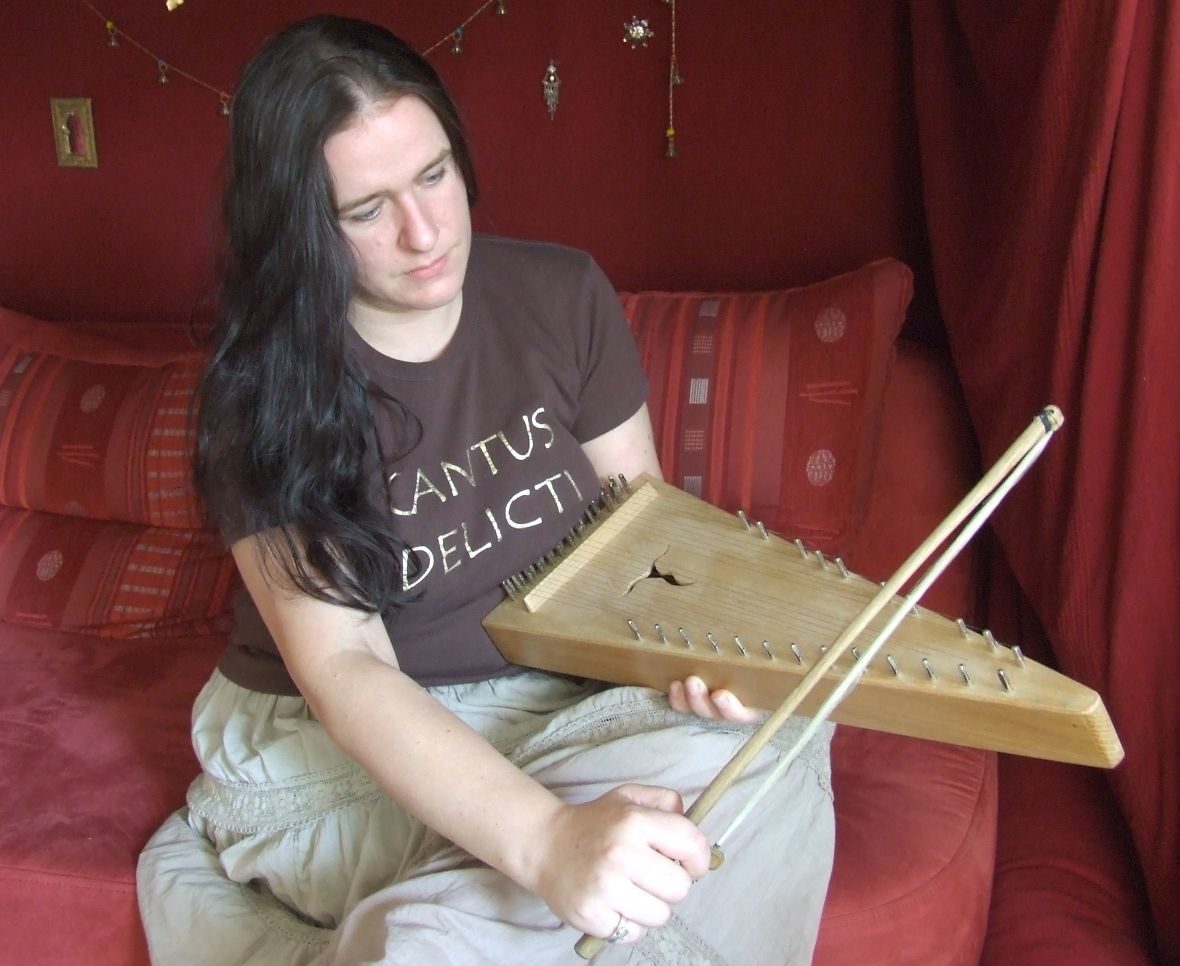
Streichpsalter-Spielerin

Der Streichpsalter ist ein Streichinstrument, das sehr häufig fälschlich als Mittelalterinstrument bezeichnet wird. Es ist eine Variante des Psalters (auch Psalterium genannt), die in den 1930er Jahren als musikpädagogisches Instrument entwickelt wurde. Ebenso wie beim normalen Psalter sind eine Reihe von Saiten über einen hölzernen Resonanzkasten gespannt. Die Saiten werden jedoch nicht gezupft, sondern mit einem Bogen gestrichen.
Der Streichpsalter ist gewissermaßen eine Rückentwicklung (im Sinne von Vereinfachung) der Violinzither, die sich aus der Zitherfamilie entwickelte und neben etwas anders angeordneten Streichsaiten noch Begleitsaiten zum Anzupfen besaß.

## Bauform
Die Saiten eines Streichpsalters werden, wie bei Psaltern üblich, nicht gegriffen oder anderweitig verkürzt, um höhere Töne zu spielen, sondern jede Saite erklingt stets in dem Ton, auf den sie gestimmt wurde. Ein Ton entspricht somit einer Spielsaite. Diese Saiten sind meistens von gleicher Dicke, aber unterschiedlicher Länge. Häufig werden B-Stahlsaiten für E-Gitarren verwendet. Manche Bauformen des Streichpsalters besitzen außerdem Resonanzsaiten, die nicht gestrichen werden, sondern nur passiv mitklingen. Weil die Saiten Stahlsaiten sind, untereinander resonieren und noch nach dem Anstreichen lange nachklingen, besitzt das Instrument einen „sphärischen“ Klang.
Der Korpus ist in der Regel dreieckig oder trapezförmig und hat in der Mitte der Decke eine Schallöffnung, beispielsweise in Form eines Schallloches oder einer Rosette. Die Saiten sind so angeordnet, dass sie einzeln an der Kante des Instruments mit dem Bogen gestrichen werden können.
Es gibt verschiedene Stimmungen; die heute üblichsten Bauformen sind chromatische, diatonische und pentatonische Streichpsalter. Bei chromatischen Streichpsaltern sind die Stammtöne meist auf einer Seite des Instruments angeordnet und die erhöhten/verminderten Töne auf der anderen Seite.
Es gibt Streichpsalter in verschiedenen Stimmlagen, z. B. Sopran, Alt, Tenor oder Bass.

## Bogen und Spieltechnik
Der Bogen eines Streichpsalters ist vergleichsweise kurz und meistens in traditioneller Bauform konvex gekrümmt, nicht konkav wie beim modernen Violinbogen. Der Bogen ist mit Rosshaar bespannt, das mit Kolophonium eingestrichen wird, um den Reibungswiderstand zwischen Saite und Bogen zu erhöhen.
Jede Saite wird schräg über die Korpuskante gestrichen. Für einen Wechsel der Tonhöhe muss der Bogen angehoben und auf der nächsten Saite wieder aufgesetzt werden. Der Streichpsalter kann mit einem oder zwei Bögen gespielt werden. Beim Spiel mit einem Bogen hält die eine Hand das Instrument in der Armbeuge; die andere Hand führt den Bogen – ähnlich wie bei einer Violine. Beim Spiel mit zwei Bögen ruht das Instrument auf dem Schoß des Spielers und jede Hand führt einen Bogen. Bei dieser Technik können auch zwei Saiten gleichzeitig gestrichen werden.
Der Streichpsalter eignet sich sowohl als Melodie- als auch als Begleitinstrument. Für besondere Effekte können die Saiten auch angezupft werden.